# Маріо Абдо Бенітес
Маріо Абдо Бенітес (ісп. Mario Abdo Benítez; нар. 10 листопада 1971, Асунсьйон, Парагвай), також Маріто Бенітес — парагвайський бізнесмен, правий націонал-консервативний політик. Один з лідерів партії Колорадо, голова Сенату Парагваю в 2015—2016 роках. Здобув перемогу на виборах 2018, Президент Парагваю з 15 серпня 2018 року до 15 серпня 2023.

## Походження
Народився в родині, що належала до політичної еліти диктаторського режиму Альфредо Стресснера. Маріо Абдо Бенітес (старший) — батько Маріто Бенітеса-молодшого — був особистим секретарем Стресснера. Рут Бенітес Перр'є — мати Бенітеса-молодшого — походила з родини впливових військових. З дитинства Маріто Бенітес знав президента Стресснера і членів його сім'ї, дружив з його онуком Альфредо-молодшим.

## Навчання, служба, бізнес
Середню освіту Маріто Бенітес отримав на батьківщині. В 1989 році, після відсторонення Стресснера від влади, переїхав в США. Закінчив Постонський університет, отримав спеціальність маркетолога. Повернувшись в Парагвай, служив в парашутно-десантних військах, мав військове звання другого лейтенанта.
З другої половини 1990-х Маріо Абдо Бенітес активно зайнявся будівельним бізнесом. В 1997 році очолив компанію Aldía SA (виробництво асфальту), в 1998 — компанію Creando Tecnología SA (реалізація будівельних технологій, електротехніки та металоконструкцій). Залишив посади в компаніях після обрання в сенат.

## Правоконсервативний політик
Маріо Абдо Бенітес дотримується правих націонал-консервативних поглядів. З 2005 року — разом з онуком Стресснера — активіст правих організацій Республіканський рух національної реконструкції і руху Мир та прогрес.
Тоді ж він був обраний заступником голови партії Колорадо. Політична позиція Бенітеса в Колорадо відрізнялася жорстким правим консерватизмом. Виступав як антикомуніст і противник «соціалізму XXI століття». Висловлював відверті симпатії до традиції стронізму (режим і ідеологія Стресснера) і до Альфредо Стресснеру особисто. В 2006 році від імені партії висловив скорботу через смерть Стресснера. Вважається засновником строністської фракції сучасної Колорадо.
На виборах 2013 року Маріо Абдо Бенітес був обраний в Сенат Парагваю. З 1 липня 2015 по 30 червня 2016 обіймав посаду голови сенату. Висунувся в лідери правоконсервативного крила Колорадо, яке розглядалося як «дисидентське», оскільки критикувало президента-консерватора Орасіо Картеса з неостроністських позицій.
В 2017 році Маріо Абдо Бенітес оголосив про висунення своєї кандидатури в президенти Парагваю. Його суперником був Сантьяго Пенья, колишній міністр фінансів і представник ліберального крила Колорадо. На партійних праймеріз в грудні більшість учасників — 570 921 осіб, 51,01 % — підтримали кандидатуру Бенітеса Цей результат був розцінений як поразка президента Картеса, який підтримував Пенью.

## Обраний Президент
На виборах 22 квітня 2018 року Маріо Абдо Бенітес було обрано президентом Парагваю. За нього проголосували понад 46 % виборців, за кандидата Автентичної радикальної ліберальної партії Ефраїн Алегре — менше 43 %. Таким чином, виявилися спростовані соціологічні дані, які прогнозували перемогу Алегре. Маріо Абдо Бенітес обійняв посаду голови держави 15 серпня 2018 року.
Програма Бенітеса передбачає стимулювання приватного підприємництва, зниження податків, оптимізацію витрат на соціальні програми, жорстку боротьбу зі злочинністю, посилення контролю над кордонами для припинення контрабанди. Подібно попереднику Картесу, новий президент дотримується культурного консерватизму, виступає проти легалізації одностатевих шлюбів. Маріо Абдо Бенітес підкреслює повагу і симпатію до Альфредо Стресснеру, вважає, що його режим був доброчинний для Парагваю. У той же час він критикує переслідування опозиції і репресії того періоду. У той же час Бенітес висловився за «поглиблення відносин з КНР», що суперечить традиційній зовнішньополітичній лінії парагвайських консерваторів-антикомуністів, які визнають Тайвань.